# Universidade Estadual do Norte do Paraná
A Universidade Estadual do Norte do Paraná (UENP) é uma instituição pública de ensino superior, mantida pelo Estado do Paraná, e que se localiza nas cidades paranaenses de Jacarezinho, Bandeirantes e Cornélio Procópio. A reitoria da universidade está instalada, por sua vez, no município de Jacarezinho. Atualmente a instituição oferece 26 cursos de Graduação, 10 cursos de Especialização, além de 6 cursos de Mestrado e 2 cursos de Doutorado. Com mais de 5.500 mil acadêmicos, a universidade conta com muitos graduandos não apenas do Estado do Paraná, mas também oriundos das regiões sul e sudoeste do Estado de São Paulo.

## História
A UENP foi criada pelo Governador Interino Hermas Brandão, através da Lei Estadual nº 15.300, de 28 de setembro de 2006, e autorizada pelo Decreto Estadual n° 3909, de 1° de dezembro de 2008. Para se compor, houve a união das faculdades isoladas, Faculdade Estadual de Filosofia, Ciências e Letras de Cornélio Procópio (Faficop), Faculdade Estadual de Filosofia de Jacarezinho (FAFIJA), Faculdade de Educação Física e Fisioterapia (Faefija), Faculdade Estadual de Direito do Norte Pioneiro (Fundinopi) e Faculdades Luiz Meneghel (Falm), que originaram a Universidade Estadual do Norte do Paraná.
Anteriormente, todavia, uma série de providências foi tomada com o intuito de melhor empreender às até então faculdades isoladas do Norte Pioneiro do Estado. Uma das medidas foi a Lei Estadual nº 13.283, de 25 de outubro de 2001, ainda no mandato do governador Jaime Lerner, que criou a Unespar, autarquia para que faculdades estaduais isoladas do Estado do Paraná fossem anexadas a esta instituição. A burocratização criada pela medida, e as insatisfações locais logo inviabilizaram o projeto inicial. As maiores tensões ficaram por conta principalmente das faculdades de Jacarezinho, que apesar da vinculação, sequer se adaptaram à Unespar.
Na administração do governador Roberto Requião, com a rejeição do antigo projeto, cogitou-se primeiramente a integração das faculdades isoladas às universidades estaduais já consolidadas. No caso do Norte Pioneiro, Fafija, Fundinopi, Faefija, Falm e Faficop seriam integradas à UEL, de Londrina. Contrário a decisão, o corpo estudantil das faculdades, juntamente com as lideranças locais, articulou-se e criou o movimento "Pró-Universidade Regional", com a participação da Associação dos Municípios do Norte Pioneiro (Amunorpi) e da Diocese de Jacarezinho. Foi nomeado como líder do movimento o então bispo Dom Fernando José Penteado, que posteriormente, com o sucesso das exigências, tornou-se o primeiro Reitor da UENP.
Dessa maneira, atualmente a universidade se organiza no formato multicampi, descentralizado geograficamente, constituindo-se como uma autarquia estadual de regime especial, gozando de autonomia didático-científica, administrativa e de gestão financeira e patrimonial, sendo regida por estatuto e regimento geral e pelas resoluções de seus conselhos, observando e respeitando as legislações Federal e Estadual. A instituição possui três campi, que estão situados nos municípios de Jacarezinho, Bandeirantes e Cornélio Procópio.

### Vestibular
Para ingressar na UENP os vestibulandos podem optar por dois modos. O primeiro é o tradicional exame vestibular, que desde 2013 é realizado apenas uma vez ao ano pela universidade. O vestibular anual oferece 90% das vagas nos cursos. Desde o exame para ingresso no ano de 2018, a UENP oferta ainda vagas para cotistas, tanto na modalidade de cotas sociais como na modalidade de cotas sociorraciais. Também é possível ingressar na universidade por meio da nota no Enem, com inscrições no Sisu, plataforma em que a UENP oferta 10% das vagas nos cursos oferecidos.